# Butriptilina
La butriptilina es un medicamento antidepresivo de la clase de tricíclicos de primera generación, con propiedades sedantes similares a la amitriptilina. En casos de sobredosis, la butriptilina puede causar la muerte del individuo.

## Farmacología
Se ha demostrado que la butriptilina es un antidepresivo y alivia, durante el sueño del movimiento ocular rápido. Los cambios en el electroencefalograma con la administración de butriptilina sugieren que tiene propiedades sedativas, sin embargo no tiene efecto en la recaptación de noradrenalina en el cerebro. La butriptilina tiene menos efectos colaterales que los demás medicamentos de su clase.